# Barrios Unidos
Barrios Unidos é uma localidade da cidade de Bogotá..